# 顎紅點鮭
顎紅點鮭為輻鰭魚綱鮭形目鮭科的其中一種，為溫帶淡水魚，被IUCN列為易危保育類動物，分布於歐洲蘇格蘭北部淡水湖泊流域，體長可達27公分，棲息在底中層水域，生活習性不明。

## 擴展閱讀
維基物種上的相關：顎紅點鮭